# Mistrzostwa Europy w Lekkoatletyce 2016 – sztafeta 4 × 100 m mężczyzn
Sztafeta 4 × 100 metrów mężczyzn – jedna z konkurencji biegowych rozgrywanych podczas lekkoatletycznych mistrzostw Europy na Stadionie Olimpijskim w Amsterdamie.
Tytułu mistrzowskiego z poprzednich mistrzostw broniła reprezentacja Wielkiej Brytanii.

## Terminarz
| Data     | Godzina |            |
| -------- | ------- | ---------- |
| 9 lipca  | 19:40   | Eliminacje |
| 10 lipca | 17:55   | Finał      |

## Rezultaty

### Eliminacje
Opracowano na podstawie materiału źródłowego.
| Poz. | Bieg | Reprezentacja   | Zawodnicy                                                                   | Czas  | Uwagi |
| ---- | ---- | --------------- | --------------------------------------------------------------------------- | ----- | ----- |
| 1    | 1    | Wielka Brytania | James Dasaolu, Adam Gemili, James Ellington, Chijindu Ujah                  | 38.12 | Q, EL |
| 2    | 1    | Niemcy          | Julian Reus, Sven Knipphals, Robert Hering, Lucas Jakubczyk                 | 38.25 | Q,    |
| 3    | 1    | Włochy          | Massimiliano Ferraro, Federico Cattaneo, Davide Manenti, Filippo Tortu      | 38.58 | Q,    |
| 4    | 2    | Polska          | Grzegorz Zimniewicz, Przemysław Słowikowski, Adam Pawłowski, Karol Zalewski | 38.64 | Q,    |
| 5    | 2    | Holandia        | Giovanni Codrington, Churandy Martina, Patrick van Luijk, Dimitri Juliet    | 38.78 | Q     |
| 6    | 2    | Francja         | Marvin René, Stuart Dutamby, Méba-Mickaël Zézé, Jimmy Vicaut                | 38.85 | Q,    |
| 7    | 1    | Szwajcaria      | Pascal Mancini, Reto Amaru Schenkel, Suganthan Somasunduram, Alex Wilson    | 38.88 | q,    |
| 8    | 1    | Ukraina         | Roman Krawtsow, Wołodymir Suprun, Ihor Bodrow, Witalij Korż                 | 39.12 | q     |
| 9    | 1    | Hiszpania       | Mauro Triana, Óscar Husillos, Alberto Gavaldá, Ángel David Rodríguez        | 39.15 | SB    |
| 10   | 2    | Norwegia        | Jonas Tapani Halonen, Jonathan Quarcoo, Håkon Morken, Jaysuma Saidy Ndure   | 39.35 | SB    |
| 11   | 1    | Szwecja         | Emil von Barth, Austin Hamilton, Tom Kling-Baptiste, Johan Wissman          | 39.37 | SB    |
| 12   | 2    | Portugalia      | Ancuiam Lopes, Francis Obikwelu, David Lima, Carlos Nascimento              | 39.51 |       |
| 13   | 1    | Irlandia        | Jason Smyth, Eanna Madden, Jonathon Browning, Marcus Lawler                 | 39.52 | SB    |
| 14   | 2    | Turcja          | Umutcan Emektaş, Jak Ali Harvey, İzzet Safer, Ramil Guliyev                 | 39.58 |       |
| 15   | 2    | Finlandia       | Eetu Rantala, Otto Ahlfors, Samuli Samuelsson, Ville Myllymäki              | 39.68 |       |
| 16   | 2    | Rumunia         | Daniel Budin, Ioan Andrei Melnicescu, Ionut Andrei Neagoe, Cătălin Cîmpeanu | 39.98 |       |

### Finał
Opracowano na podstawie materiału źródłowego.
| Poz. | Tor | Reprezentacja   | Zawodnicy                                                                   | Czas  | Uwagi |
| ---- | --- | --------------- | --------------------------------------------------------------------------- | ----- | ----- |
| 01 ! | 5   | Wielka Brytania | James Dasaolu, Adam Gemili, James Ellington, Chijindu Ujah                  | 38.17 |       |
| 02 ! | 7   | Francja         | Marvin René, Stuart Dutamby, Méba-Mickaël Zézé, Jimmy Vicaut                | 38.38 | SB    |
| 03 ! | 6   | Niemcy          | Julian Reus, Sven Knipphals, Roy Schmidt, Lucas Jakubczyk                   | 38.47 |       |
| 4    | 4   | Holandia        | Solomon Bockarie, Churandy Martina, Patrick van Luijk, Giovanni Codrington  | 38.57 |       |
| 5    | 8   | Włochy          | Massimiliano Ferraro, Federico Cattaneo, Davide Manenti, Filippo Tortu      | 38.69 |       |
| 6    | 3   | Polska          | Grzegorz Zimniewicz, Przemysław Słowikowski, Adam Pawłowski, Karol Zalewski | 38.69 |       |
| 7    | 1   | Szwajcaria      | Pascal Mancini, Reto Amaru Schenkel, Suganthan Somasunduram, Alex Wilson    | 39.11 |       |
| 8    | 2   | Ukraina         | Roman Krawtsow, Wołodymir Suprun, Ihor Bodrow, Witalij Korzh                | 39.46 |       |